# Grecja na Zimowych Igrzyskach Paraolimpijskich 2010
Reprezentacja Grecji na Zimowe Igrzyska Paraolimpijskie 2010 liczyła 2 reprezentantów, oboje startowali w narciarstwie alpejskim.

## Kadra

### Narciarstwo alpejskie

#### Mężczyźni
- John Papavasiliou

#### Kobiety
- Vivi Christodoulopoulou